# Gueto de Lvov

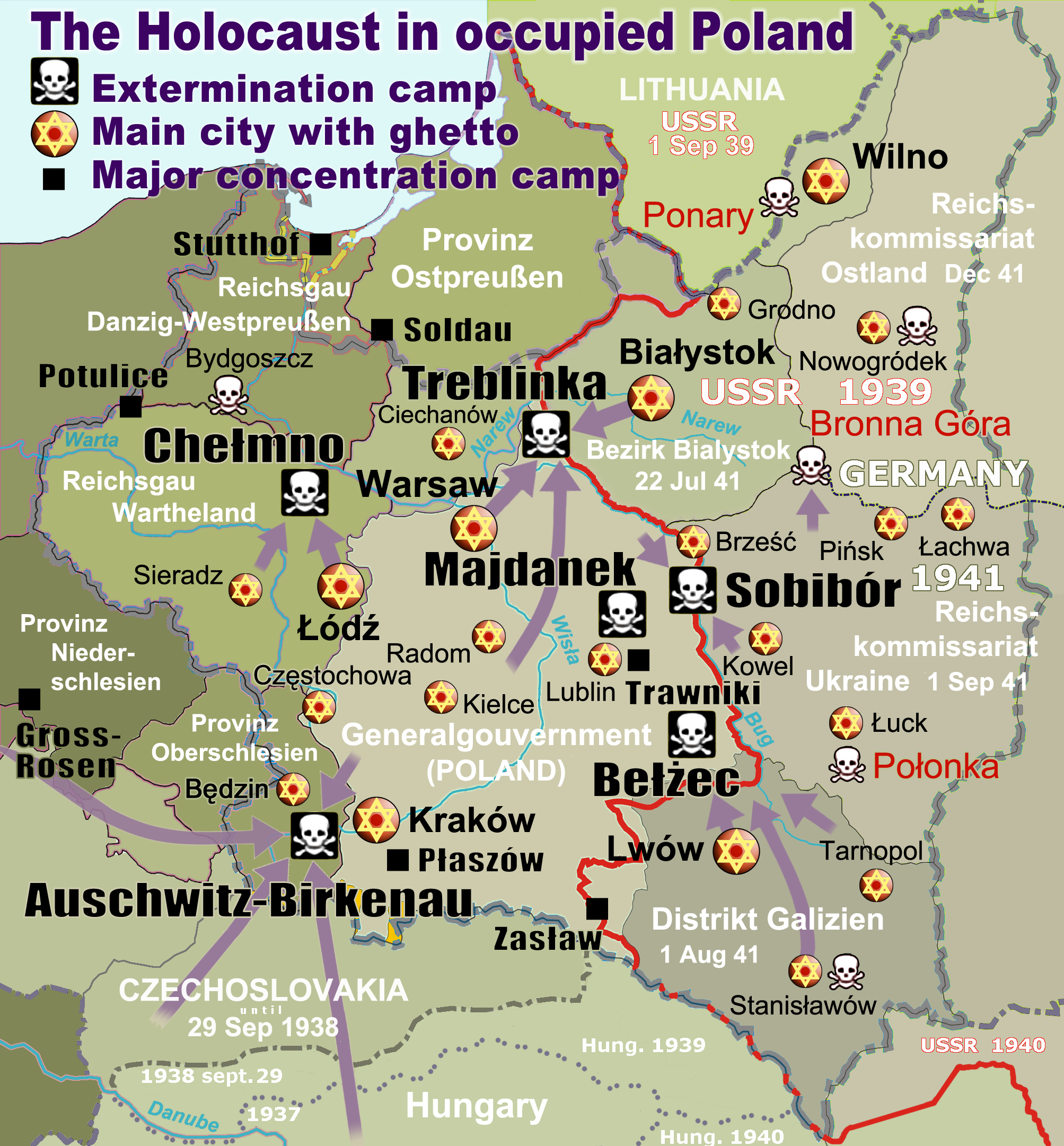
Mapa dels principals guetos, camps de concentració i d'extermini a la Polònia ocupada.

El gueto de Lvov va ser un dels majors guetos establerts pels nazis en Lviv, Galítsia (Polònia, avui Ucraïna) entre el 8 de novembre de 1941 i l'1 de juny de 1943. Al districte van perir 120.000 jueus, sobrevivint 823.

## Història
Cap al 1939, la ciutat albergava a 120.000 jueus (la població més nombrosa després de Varsòvia i Łódź) però quan va ser ocupada pels nazis, el 30 de juny de 1941, el número ascendia a més de 220.000 que havien arribat fugint des de l'oest de Polònia. Al mes de l'esclat de la Segona Guerra Mundial, la ciutat i el territori de Galítsia va ser annexat pels soviètics com a part del Pacte Ribbentrop-Mólotov
Es va establir el Jüdisches Wohnbezirk a un barri al nord de Lviv (Lwow), on degué mudar-se la població jueva. Les condicions eren paupèrrimes i abans d'arribar van ser afusellats 5.000 ancians i malalts mentre creuaven el pont del carrer Pełtewna.
Va ser un dels primers guetos on es va dur a terme l'Operació Reinhard, entre març i abril de 1942, 15.000 jueus van ser enviats al camp d'extermini de Belzec. Al juny de 1942, 2.000 van ser deportats a Janowska per a treball forçat, on només 120 van fer treballs forçats i la resta van ser afusellats. A l'agost de 1942, 50.000 persones van ser deportades a Belzec.
L'1 de juny de 1943, els nazis van incendiar molts edificis amb la finalitat d'acabar de desocupar i liquidar el gueto. Molts jueus van aconseguir escapar, resistint en els embornals de la ciutat. El gueto va ser liquidat i els supervivents enviats als camps de concentració de Janowska i Belzec
Quan els soviètics van entrar a la ciutat el 26 de juliol de 1944, entre 200 i 900 jueus quedaven a la ciutat (823 d'acord amb el Comitè Provisional Jueu).
Un dels més famosos residents va ser Simon Wiesenthal, la seva esposa i mare, van ser deportades primer a Janowska i després a Buchenwald i Mauthausen.